# Computer Museum of America
Het Computer Museum of America (CMoA) is een Amerikaans museum dat geopend werd in juli 2019. Het museum  is gevestigd in Roswell (Georgia) en heeft naar eigen zeggen een van 's werelds grootste collecties artefacten uit de digitale revolutie.

## Geschiedenis
Het Computer Museum of America werd geopend op 20 juli 2019 ter gelegenheid van de vijftigste verjaardag van de eerste bemande maanlanding, met als doel de geschiedenis van de computertechnologie te bewaren en bezoekers zoveel mogelijk informatie te bieden over het verleden en de toekomst van de computer.
Het museum werd opgericht door Lonnie Mimms, die oorspronkelijk een Apple pop-upmuseum had, en omvat zeldzame artefacten waaronder een Cray-1, Apple I, Apple Lisa, een Pixar Image Computer, een Enigma, een Xerox Alto, een MITS Altair 8800 en meer. De collectie omvat ook de inhoud van het voormalige Bugbook Historical Computer Museum. Hoewel het museum veel objecten tentoonstelt, vormen ze slechts een fractie van de meer dan 300.000 artefacten in de collectie.
Het was bij zijn opening het grootste technologiemuseum aan de oostkust van de Verenigde Staten en zal na voltooiing een van de grootste ter wereld zijn.